# Fernando Viola
Ferdinando Viola – detto Fernando – (Torrazza Piemonte, 14 marzo 1951 – Roma, 5 febbraio 2001) è stato un calciatore italiano, di ruolo centrocampista.

## Carriera

### Giocatore

Viola (sullo sfondo) alla Lazio, assieme al perugino Pierluigi Frosio, nella stagione 1981-1982.

Cresciuto calcisticamente nella Juventus, vi milita per tre stagioni senza esser mai titolare; in mezzo, una stagione in prestito al Mantova in Serie B, conclusa con la retrocessione dei virgiliani in Serie C.
Successivamente passa per un anno al Cagliari, prima di accasarsi alla Lazio nelle cui file gioca per cinque stagioni (tre in massima serie e due in cadetteria) e dove resta fino al 1982, con la parentesi di una stagione al Bologna. Inizialmente coinvolto nel 1980 nello scandalo del Totonero, Viola non subisce squalifiche come giocatore e segue la Lazio retrocessa d'ufficio in serie cadetta, restando con le Aquile altre due annate.
Ritrova la massima serie nell'estate del 1982 trasferendosi al Genoa, dove rimane per due stagioni, la seconda delle quali conclusa con la retrocessione della formazione ligure.
Termina quindi la carriera professionistica tra le file del Barletta, scendendo in Serie C1. Successivamente disputa la sua ultima annata calcistica, quella 1985-1986, con la squadra dilettantistica dell'ASC Subiaco.

### Dopo il ritiro
Muore a Roma all'età di cinquant'anni, vittima di un incidente stradale nel quartiere dei Parioli, mentre è alla guida del suo scooter.

## Palmarès
- Campionato italiano: 2

Juventus: 1971-1972, 1974-1975